# Ruby in Paradise
Ruby in Paradise är en amerikansk långfilm från 1993 i regi av Victor Nunez, med Ashley Judd, Todd Field, Bentley Mitchum och Allison Dean i rollerna.

## Rollista
| Ashley Judd       | – Ruby Lee Gissing |
| Todd Field        | – Mike McCaslin    |
| Bentley Mitchum   | – Ricky Chambers   |
| Allison Dean      | – Rochelle Bridges |
| Dorothy Lyman     | – Mildred Chambers |
| Betsy Douds       | – Debrah Ann       |
| Felicia Hernández | – Persefina        |
| Bobby Barnes      | – Wanda            |